# Horsfieldia elongata
Horsfieldia elongata là một loài thực vật thuộc họ Myristicaceae. Đây là loài đặc hữu của Malaysia.